# 済州 (山東省)
済州（さいしゅう）は、中国にかつて存在した州。南北朝時代から元代にかけて、現在の山東省西部に設置された。

## 魏晋南北朝時代
423年（泰常8年）、北魏により済州が設置された。

## 隋代
隋初には、済州は4郡を管轄した。607年（大業3年）、郡制施行に伴い済州は済北郡と改称され、下部に9県を管轄した。隋代の行政区分に関しては下表を参照。
| 隋代の行政区画変遷 | 隋代の行政区画変遷 | 隋代の行政区画変遷 | 隋代の行政区画変遷 | 隋代の行政区画変遷   | 隋代の行政区画変遷 | 隋代の行政区画変遷                                         |
| 区分               | 開皇元年           | 開皇元年           | 開皇元年           | 開皇元年             | 区分               | 大業3年                                                    |
| ------------------ | ------------------ | ------------------ | ------------------ | -------------------- | ------------------ | ---------------------------------------------------------- |
| 州                 | 済州               | 済州               | 済州               | 済州                 | 郡                 | 済北郡                                                     |
| 郡                 | 済北郡             | 肥城郡             | 東平郡             | 平原郡               | 県                 | 盧県 東阿県 肥城県 寿張県 平陰県 長清県 済北県 范県 陽穀県 |
| 県                 | 盧県 東阿県        | 肥城県 蛇丘県      | 寿張県             | 聊城県 博平県 高唐県 | 県                 | 盧県 東阿県 肥城県 寿張県 平陰県 長清県 済北県 范県 陽穀県 |

## 唐代
621年（武徳4年）、唐が徐円朗を平定すると、済北郡は済州と改められた。済州は盧・平陰・長清・東阿・陽穀・范の6県を管轄した。742年（天宝元年）、済州は済陽郡と改称された。754年（天宝13載）、済陽郡は廃止され、東平郡に編入された。758年（乾元元年）、東平郡は鄆州と改称された。

## 五代十国時代
952年（広順2年）、後周により鄆州鉅野県に済州が置かれた。

## 宋代・金代
北宋のとき、済州は京東西路に属し、鉅野・任城・金郷・鄆城の4県を管轄した。金のとき、済州は山東西路に属し、任城・金郷・嘉祥・鄆城の4県を管轄した。

## 元代
1271年（至元8年）、元により済州は済寧路に昇格した。1275年（至元12年）、任城県に済州が置かれた。済寧路は中書省に属し、録事司と鉅野・金郷・鄆城・肥城・碭山・虞城・豊の7県と済州に属する任城・魚台・沛の3県と兗州に属する嵫陽・曲阜・泗水・寧陽の4県と単州に属する単父・嘉祥の2県、合わせて1司3州16県を管轄した。
1348年（至正8年）、済州は廃止された。1367年、朱元璋により済寧路は済寧府と改められた。

## 明代以降
1385年（洪武18年）、明により済寧府は済寧州に降格された。済寧州は兗州府に属し、嘉祥・鉅野・鄆城の3県を管轄した。
1776年（乾隆41年）、清により済寧州は直隷州に昇格した。済寧直隷州は山東省に属し、金郷・嘉祥・魚台の3県を管轄した。
1912年、中華民国により済寧直隷州は廃止され、済寧県と改められた。